# ランドローバー・ディスカバリー
ディスカバリー（DISCOVERY）は、イギリス・ランドローバー社が発売しているSUVの一車種。レンジローバーの下に位置するランドローバーの中核車である。
1990年代、世界で最も過酷なオフロードイベントとして有名だった“キャメルトロフィー”のオフィシャルカーとして使用され、世界的に知られるオフロードカーの一つである。

## 初代 シリーズI (1989年 - 1998年)
1989年、ランドローバー社の第三のモデルとしてデビュー。
北米市場での拡販を担い、レンジローバーの持つ高いオフロード性能はそのままに、量産効果が上がらなかった設計を見直し、パネル割りや組み立ての合理化で、コストダウンと利益率の向上が図られている。ランドローバーとしては異例の大量のテレビCMや、ハリウッド映画とのタイアップも目立った。
フレームをはじめ、ドライブトレイン、サスペンション、フロントウインドシールド、ドアガラスなど、可能な限り初代レンジローバーのものが流用されており、ホイールベースも100インチとまったく同じである。ただし、BOGEのダンパーを使ったセルフレベリング機構の採用は見送られた。また、ニュートラル検出スイッチの不良でスターターモーターが回らないトラブルや、エアミックス式のエアコンの設定がなく、梅雨時などはクーラーとヒーターの塩梅が非常に難しいことなど、不満点もそのまま受け継がれていた。

### 日本での販売
1991年10月、日本正規輸入開始。販売初期にはエンジンは3.5Lローバー・V8エンジン（150ps/26.3kgm）と4気筒2.5Lの直噴ターボディーゼル（Tdi110ps/27.0kgm）の2本立てで、ボディタイプも3ドア（ディーゼル、乗車定員5名）、5ドア（ディーゼル/V8、乗車定員7名）が選択可能であったが、いずれもトランスミッションはMTのみだった。その後、トランスミッションは4速ATと5速MTが選べるようになった。1993年10月、ガソリンエンジンは3.9L V8（最高出力180ps/最大トルク31.8kgm）となったが、MT車の輸入が終了し、ディーゼルも選択肢はATのみとなった。
当初、日本での車両本体価格は400万円を超えていたが、1994年頃から始まったローバージャパンのフェアプレー政策の一環で、299万円 （税抜き） のグレードSが用意され、日本でも手軽に買える輸入SUVといわれるようになり「ディスコ（Disco）」の愛称も生まれた。
また、その当時ローバーグループと合弁関係にあり、株主でもあったホンダのベルノ店からも、クロスロードの名称で販売された。
1994年、フェイスリフト実施（フェイズⅡ）
95年型のマイナーチェンジではフロントマスクの意匠変更と共にSRSデュアルエアバッグシステムとABSが装備された。ディーゼルエンジンはそれまでの200Tdiと呼ばれる機械式噴射ポンプの物から電子制御式の300Tdiと呼ばれる物に変わった。異型ヘッドランプの採用で、フロントフェイスがやや丸みを帯びた滑らかなデザインに変わり、評判の悪かったクーラーもエアミックス式のエアコンへ変更された。
1996年、グレードS発売。
1998年、ランドローバー50周年記念モデル発売。499万円。幅広タイヤとレートの上がったスタビライザーの組み合わせている。

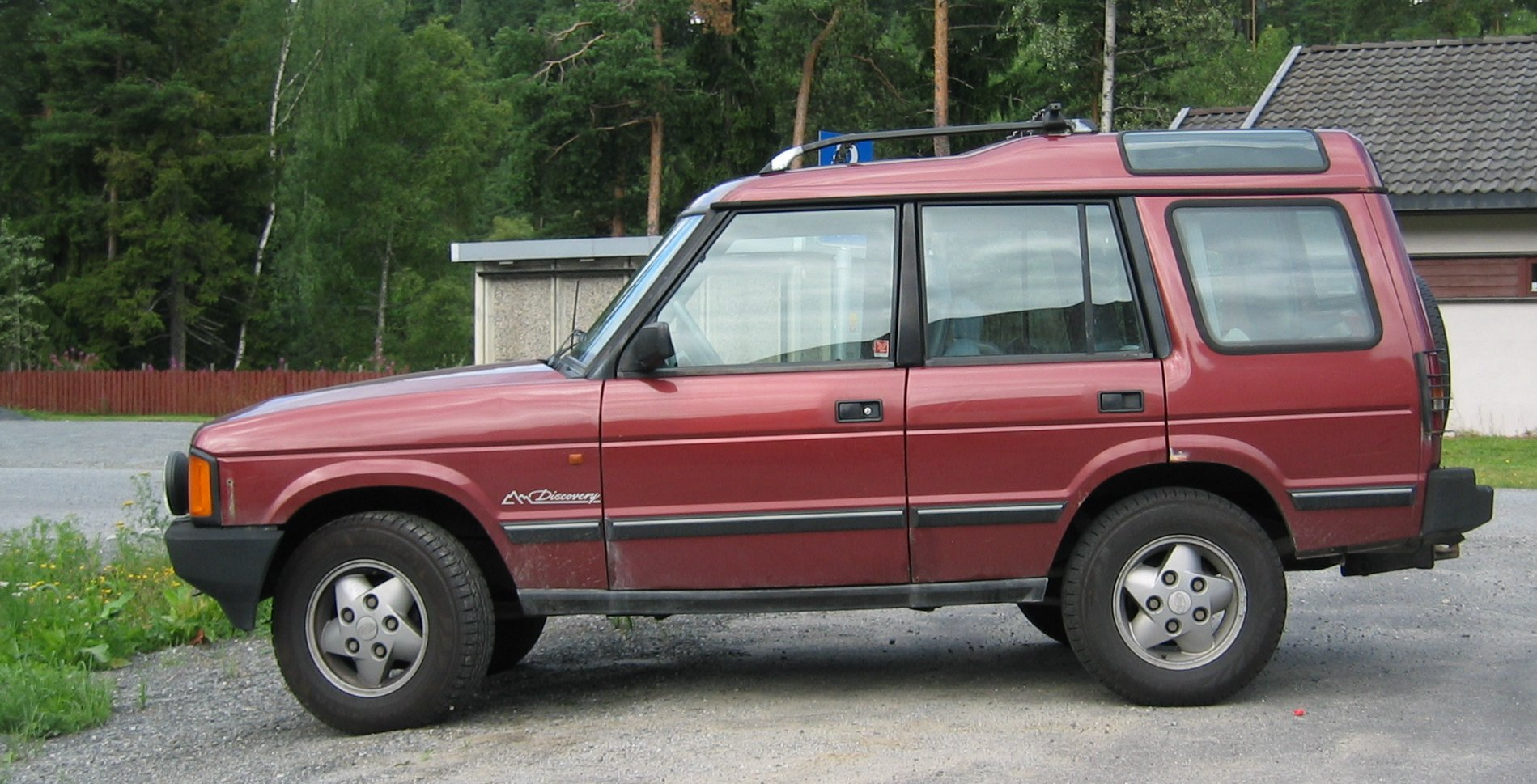
シリーズI 特徴的なキックアップルーフ
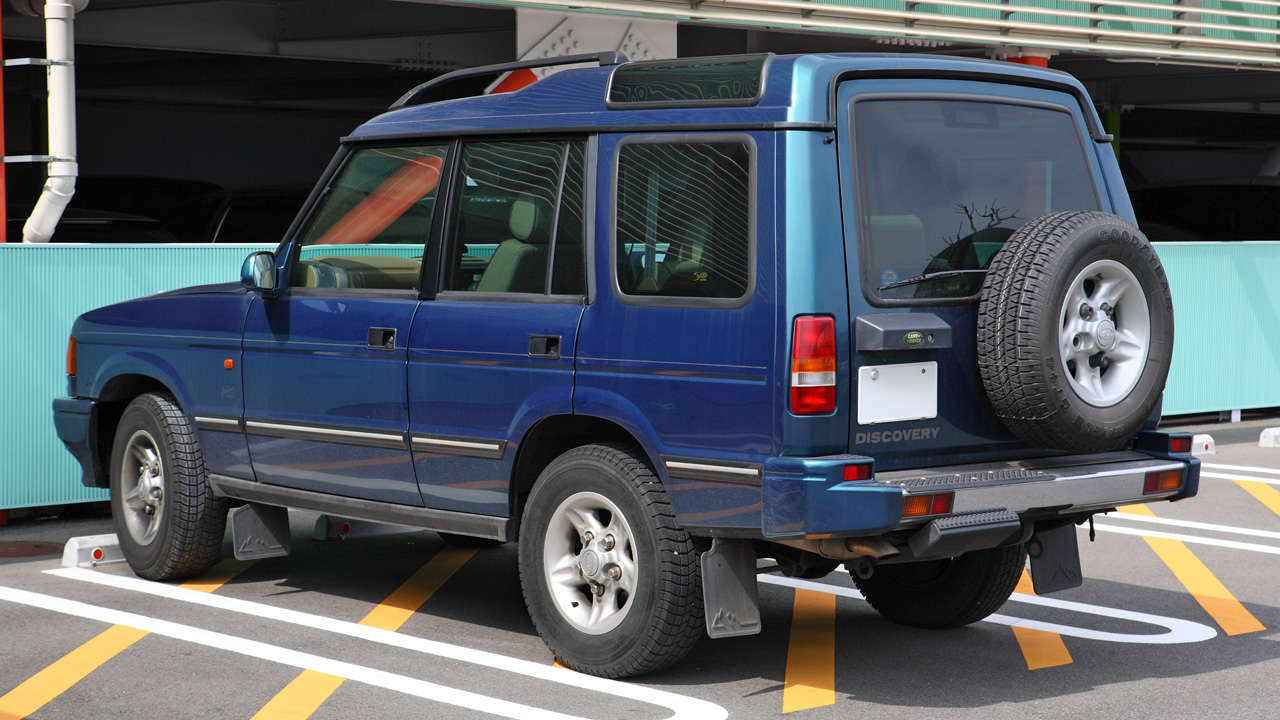
50周年記念モデル

## 2代目 シリーズII (1998年 - 2004年) L318

### 特徴
1998年デビュー。日本導入は1999年6月。基本性能やスタイルはキープコンセプトながら、装備、内装などは大幅にレベルアップした。
基本メカニズムは前後リジッドサスにセンターデフロックを備えた副変速機付きフルタイム4WDと前代を継承しつつ、コーナリングのロールを抑制するACE（アクティブ・コーナリング・エンハンスト）を装備してオンロードでの快適性を向上させた。
他にも多数の新技術を取り入れ、4輪エレクトロニック・トラクション・コントロールや、急勾配でも自動的に低速で安定させるヒルディセント・コントロール、EBD（電子制御ブレーキ配分）などを装備、リアはセルフレベリング機構を備えたエアサスなどを搭載して、オン/オフを問わない快適性と走破性を両立させた。一方、ウインドシールドとドアガラスは再び流用された。
パワートレインは前モデルから継続のローバーV8エンジン。他にディーゼルターボも設定。
リアアクスルの横方向の位置決めに、スカッフの発生がない、ワッツリンクを使っている点が話題になった。
テレインスポレンスやエアサスなどハイテク装備を多くしているため、従来より50万円以上も高額となり手軽とは言えなくなったが、そのレベルはレンジローバー並といわれている。

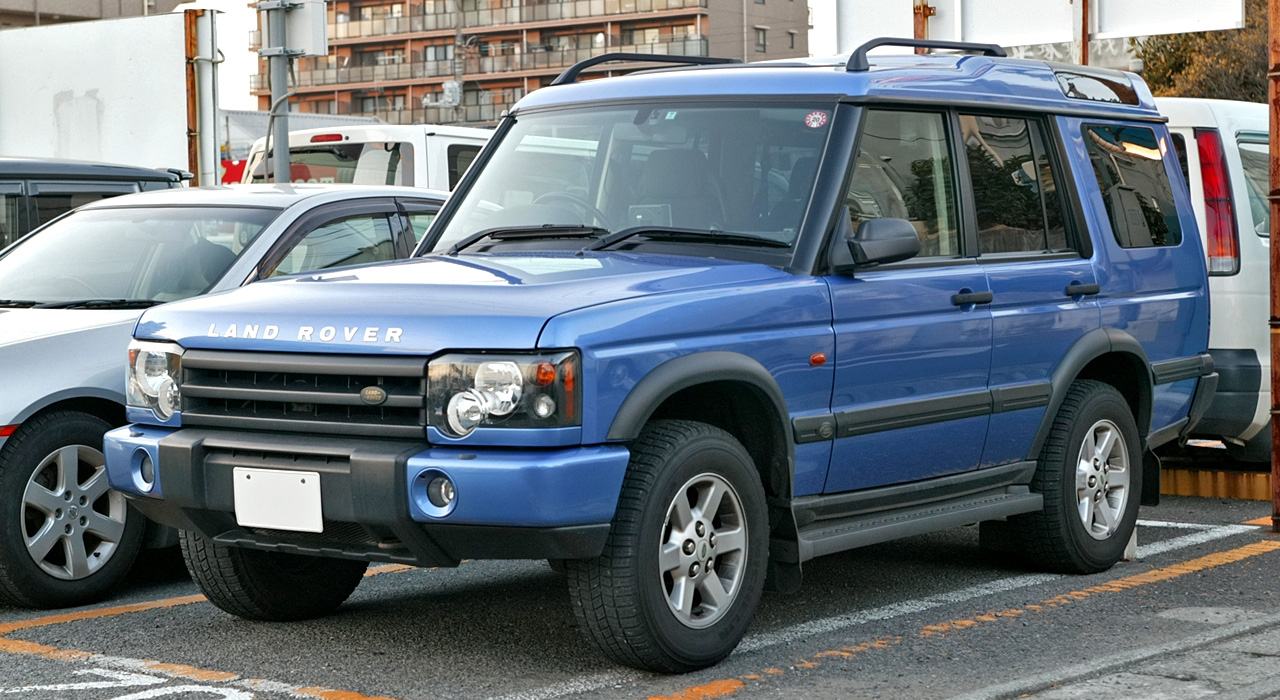
シリーズII フェイズ2
（2003年1月以降）

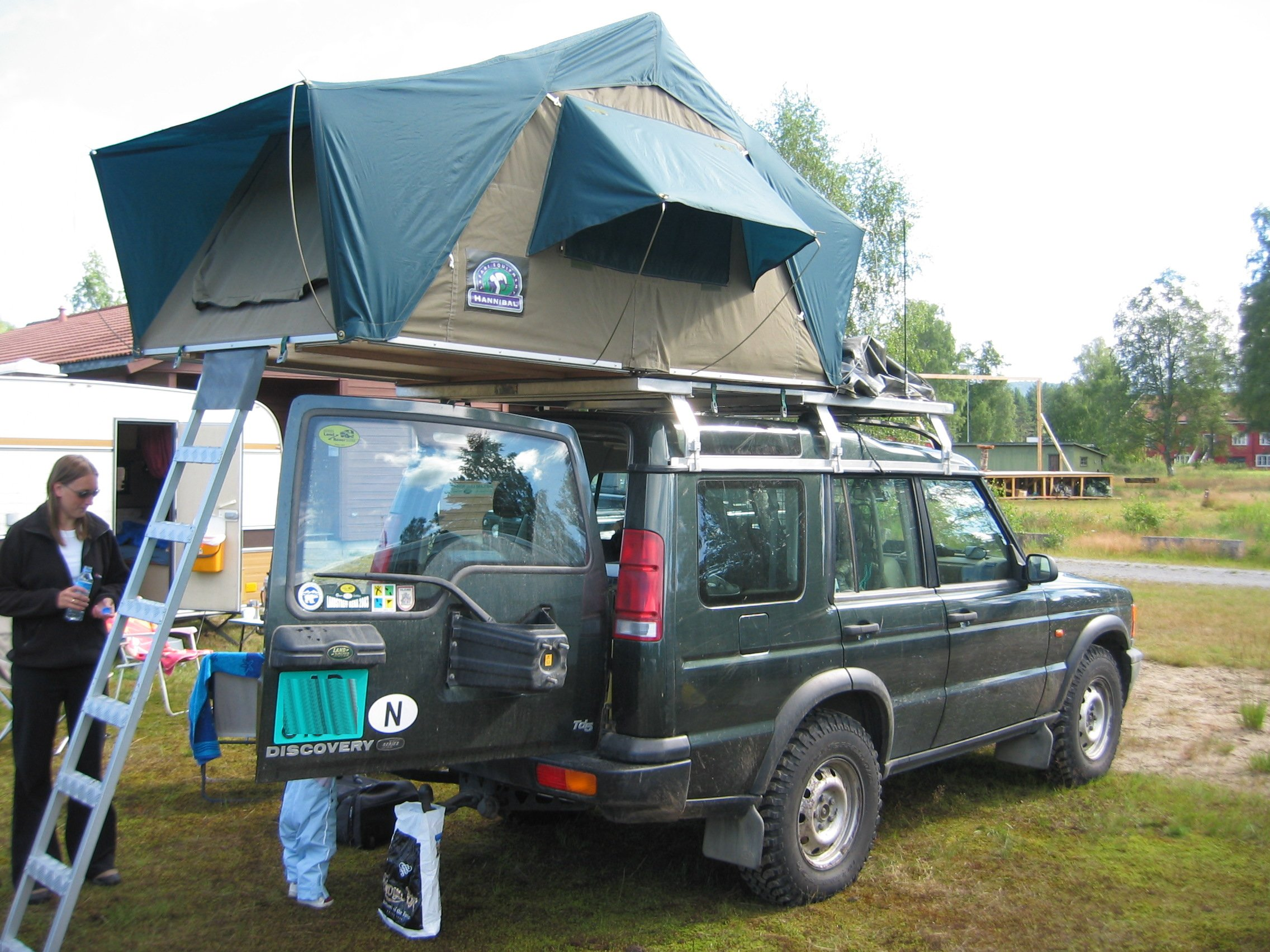
シリーズII（リア）

### 日本での販売
- 1999年6月、日本デビュー。ラインアップは「ES」「XS plus」「XS」の3グレードで、XSは5人乗り、それ以外は7人乗り仕様となる。搭載エンジンはすべてローバー製4.0 L V8 OHVのガソリンで、185PS/34.7kgmのパワー&トルクを発生する。初代モデル末期の車両本体価格は339万円からだったが、2代目は439.9万円からと一気に100万円以上もアップした。
- 2000年10月、限定車「V8iエディション2000」発売。「XS」をベースに専用エンブレムを装着しつ400万円を切る価格。限定50台。
- 2001年6月、エントリーモデルとして「V8i S」を追加。主な仕様は16インチアルミ、ファブリック・シートなど。
- 2001年9月、ラインアップを最上級グレードの「V8i ES」、カジュアルモデルの「V8i XS plus」、エントリーモデルの「V8i S」の3グレードとし、一部値下げを実施[6]。
- 2002年4月、特別限定車「スポーツエディション」発売。V8i Sをベースに専用アルミホイール等を装備。限定100台。
- 2003年1月、ビッグマイナーチェンジを実施。700カ所にも及ぶ変更、改良が加えられた。スタイリッシュなツインポケット・ヘッドランプを採用したほか、リヤライトまわりのデザイン変更、新インテリアカラー、新デザインのルーフバー、サスペンション、ブレーキの向上など。また、ラインアップは「HSE」と「SE」で、いずれも7人乗り仕様となる[7]。
- 2003年5月、限定車「リミテッド」発売。女性に優しいリヤ・パーク・ディスタンスやウインドウ・サンブラインドなどを特別装備、限定150台。
- 2004年4月、限定車「スポーツ・エディション」「ロイヤルエディション」発売。前者はSEをベースに18インチアルミやキセノン・ヘッドランプなどスポーティなエクステリア。限定200台。後者はHSEをベースにHDDナビや本木目パネルなど、高級感を演出した1台。限定50台[8]。また最終年モデルの価格は「HSE」が517万円、「SE」470万円（税抜き）だった。
- 2004年9月、限定車「リミテッド」を発売。SEをベースに16インチアルミやHDDナビを特別装備。限定90台限定。

## 3代目 ディスカバリー3 (2004年 - 2009年) L319
北米では「LR3」、それ以外の地域では「ディスカバリースリー」を名乗る。

### 特徴
フォード傘下での初めてのモデルチェンジ車として2004年（日本市場は2005年5月）にデビュー。当初はエクスプローラーがベースになると思われたが、ランドローバーのオフロード性能に耐え得る「インテグレーテッド・ボディ・フレーム」という独自のシャシーが開発されることとなった。ランドローバー社では、ラダーフレームとモノコックを複合した強靭な車体であるとしている。
階段状のルーフラインや急勾配のフロントガラスなど先代までの特徴を継承しつつ、モダンで洗練されたスタイルに生まれ変わった。
サスペンションは前後輪とも独立懸架となり、全てにクロスリンク式エアスプリングを装備。同時に様々な電子制御システムを組み入れた。急勾配の下り坂で車両を制御するヒル・ディセント・コントロール（HDC）、低トラクション状態でのスピンを防ぐ4輪電動トラクションコントロール（4ETC）、制動時の横滑りを防ぐDynamic Stability Control（DSC）などで、他にもABS・EBD・CBC・EBA・ARMなどを備えている。さらにエンジン・トランスミッション、デフェレンシャルなどに複数搭載されている車両コントロールシステムとエアサスを統合して制御し、あらゆる路面状況に最適な状態に合わせる「テレイン・レスポンス」と呼ばれるシステムを搭載。これはダイヤル一つで地形にあった走行モードを選択し、安全に走行できるというランドローバー社の最新システムで、オフロード性能の向上が図られた。最大渡河深度は700mm。
エンジンはS、SEがフォード製 4.0 L V6ガソリンエンジン（エクスプローラーで使われているものと同じ）に替わり、HSEについてはジャガーの4.4 L AJ-V8エンジンが搭載された。ジャガーエンジンはディスカバリー3登場以降のレンジローバー、レンジローバースポーツに採用されているものと同等であり、300 hp（224 kW）、315 lb·ft（427 Nm）を誇る。トランスミッションはZF製インテリジェントシフト付6ATを搭載。
SUVでは3列目シート乗員はいわゆる体育座りになりがちだが、ディスカバリー3はワンボックス車と変わらぬ3列目シートの居住性を有しているとする。高級SUVとして生まれ変わったため価格が大幅に上昇した。

### 日本での販売
- 2005年5月に3代目発表。日本市場では「HSE」「SE」「S」の3グレード構成[10]。価格は759万円、648万円、568万円。
- 2006年4月、特別限定車「G4 Challenge (G4チャレンジ)」発売。エントリーグレードの「S」をベースに専用のボディ色やトリムパーツが装備された。乗車定員は5名[11]。
- 2006年10月、特別限定車「SE Limited (SEリミテッド)」発売。基本グレードの「SE」をベースに専用のボディ色やウッドが装備された[12]。
- 2007年7月、特別限定車「Supreme (スープリーム)」発売。上級グレードの「HSE」をベースに外装では専用のボディ色やホイールが装備された。内装では専用のトリムパーツやソフトレザーシートが装備された[13]。価格は865万円
- 2007年9月、装備と価格が改定された[14]。

| グレード | 製造年   | エンジン                          | 排気量 | 最高出力/最大トルク | 変速機 | 駆動方式 | ハンドル位置 |
| -------- | -------- | --------------------------------- | ------ | ------------------- | ------ | -------- | ------------ |
| HSE      | 2005年 - | ジャガー製AJ-V8 V型8気筒DOHC      | 4400cc | 299ps/425Nm         | 6速AT  | 4WD      | 右           |
| SE       | 2005年 - | Ford製ケルンエンジン V型6気筒SOHC | 4009cc | 215ps/360Nm         | 6速AT  | 4WD      | 右           |
| S        | 2005年 - | Ford製ケルンエンジン V型6気筒SOHC | 4009cc | 215ps/360Nm         | 6速AT  | 4WD      | 右           |

## 4代目 ディスカバリー4 (2009年 - 2016年) L319
2009年9月に英国で発売。先代にならって北米では「LR4」、それ以外の地域では「ディスカバリーフォー」を名乗る。
ランドローバー社がタタの傘下になってから初めてのモデルチェンジ車。3代目とよく似ているが、中身は大きく変貌、進化を遂げた。

### 特徴
Ｖ型8気筒エンジンは従来の排気量4.4 Lの448PN型から、5.0 L直噴のAJ-V8 Gen IIIエンジンに変更され、276kW/510N・mの圧倒的なパワー＆トルクを発生する。新たな燃料直噴メカニズムや可変カムシャフトダイミング機構を得て、出力アップと環境性能向上を両立させた。欧州向けのディーゼルエンジンは3.0 L V6ツインターボディーゼル（245ps、61.2kgm）に変更。商用車向けや北米では2.7 L TDV6も継続された。またトランスファーはZF製の副変速機付き6速ギアボックスに改良が施された。
ブレーキはレンジローバースポーツと同じ機構を導入。そのためホイールは19インチにサイズアップした。さらにサスペンションナックルを変更することで、車両の重心とサスペンションのロールセンターを一致させ、コーナリング時の車体のロールを大幅に改善した。さらにフロントアンチロールバーとダンパーの採用などにより乗り心地も大幅に向上したとする。悪路走行面でもテレイン・レスポンスやヒル・ディセント・コントロールに新機能が追加された。
内外装は前モデル以上にプレミアム化が図られた。フロマスクも高級感を醸す新型レンジローバーと同等のものが、ライトはヘッド・テール共に円を描くLEDランプが装着されており、HSEではカーブ状況によって自動でビームを調節する「AFS（アダプティブ・フロントライトシステム）装備されていた。
2014年モデルで大幅改良・マイナーチェンジ
2013年9月、2014年モデル発表。従来の5.0L V8に替えて、レンジローバーなどに搭載された新開発の3.0L V6 スーパーチャージャー付きエンジンが採用されたほか、トランスミッションも全車に8段ATが搭載された。合わせてエクステリアも刷新。フロントマスクを中心にグリルやバンパー、ランプなどを一新したほか、初代から続いていたボンネット前部の文字“LANDROVER”も“DISCOVERY”へ変更されるなどフェイスリフトが施された。
100万台達成と「ジャーニー・オブ・ディスカバリー」
ディスカバリーの歴史における大きなマイルストーンは、2012年3月に通算100万台目の車両がソリハルの生産ラインからロールオフされたときだった。 記念すべきこの車両については、1950年代の遠征に倣って、ソリハル〜中国北京まで走破するエクスペディションが企画され、実際に50日間で8000マイル、13カ国を巡り、同年4月の北京モーターショーでゴールを迎えた。その後、車両は英国にある自動車産業遺産トラストセンターに常設展示されている。

### 日本での販売
- 2009年12月にモデルチェンジで4代目となる。日本でのグレードは廉価版のSが廃止され、基本グレードのSEと上級グレードのHSEのみのラインナップとなった。価格はSEが674万円、HSEが794万円と初代の手軽さからはほど遠いものになった。ただしSEとHSEでの機械面での差異はなくなり、どちらも新型レンジローバーヴォーグ/スポーツと同じ新開発の5.0 L AJ-V8 Gen IIIエンジンに統一された。NAだが馬力も375馬力である（レンジローバーヴォーグ、レンジローバースポーツのスーパーチャージャーモデルは510馬力）[19]。
- 2011年3月、特別限定車「Limited Edition（リミテッドエディション）」発売。基本グレードの「SE」をベースに専用の内外装が装備された。30台限定[20]。
- 2011年6月、2011年モデル発売。外装カラーが変更[21]。
- 2011年12月、2012年モデル発売。ホイールや情報システム、オーディオに変更が施される[22]。
- 2012年2月、特別限定車「SE Limited（SEリミテッド）」発売。基本グレードの「SE」をベースに専用のホイールやオプションが装備された。30台限定[23]。
- 2012年9月、特別限定車「SE Premium Edition (SEプレミアムエディション)」発売。「SE」をベースに専用のホイールやオプションが装備された。40台限定[24]。
- 2012年12月、2013年モデル発売。外装と快適装備が小変更された[25]。外装に新カラー、内装に新バリエーションを追加[26]。
- 2013年11月、2014年モデル発売。5.0 L V8自然吸気エンジンに代わり3.0L V6スーパーチャージャーエンジンが搭載されたほか、6ATに代えて8ATが搭載された。シングルスピードトランスファーが標準となり、従来の副変速機付きトランスファーはオプションとなった[27]。外装もマイナーチェンジされ、グリル上のボンネットの表記が「LAND ROVER」から「DISCOVERY」に変更された他、車名も世代を表す「4」が外され「ディスカバリー」となる。
- 2014年7月、特別限定車「ブラックエディション」発売ブラックのエクステリアで統一したほか、ブライド・スポット・モニターなどを装備。限定50台[28]。
- 2014年10月、2015年モデル発売。オプション装備も強化され、全車追従機能付きのアダプティブ・クルーズ・コントロールが設定された[29]。新色を追加。
- 2014年12月、特別限定車「SE アウトドアパッケージ」発売。基本グレードの「SE」をベースにアクティブ・リア・ロッキングディファレンシャルや副変速機付きトランスファーが装備された。50台限定[30]。
- 2016年1月、特別限定車「ランドマークエディション」発売。「HSE」をベースに専用カラーと特別なレザーインテリア、ホイールなどを装備。限定20台。またダークアトラス仕上げのグリルや専用ホイールなどを装備した特別仕様車「グラファイト・エディション」も発売[31][32]。

| グレード | 製造年                  | エンジン                                      | 排気量 | 最高出力/最大トルク | 変速機 | 駆動方式 | ハンドル位置 |
| -------- | ----------------------- | --------------------------------------------- | ------ | ------------------- | ------ | -------- | ------------ |
| SE 4WD   | 2009年12月 - 2013年10月 | ジャガー製 V型8気筒DOHC                       | 4999cc | 375ps/52.0kg・m     | 6速AT  | 4WD      | 右           |
| HSE 4WD  | 2009年12月 - 2013年10月 | ジャガー製 V型8気筒DOHC                       | 4999cc | 375ps/52.0kg・m     | 6速AT  | 4WD      | 右           |
| SE       | 2013年11月-             | ジャガー製 V型6気筒DOHCスーパーチャージャー付 | 2994cc | 340ps/45.9kg・m     | 8速AT  | 4WD      | 右           |
| HSE      | 2013年11月-             | ジャガー製 V型6気筒DOHCスーパーチャージャー付 | 2994cc | 340ps/45.9kg・m     | 8速AT  | 4WD      | 右           |

## 5代目 ディスカバリー5 (2017年 -)  L462
2016年9月28日、パリモーターショーで5代目であるディスカバリー5を発表した。

### 特徴
LR3・LR4と継続されたプラットフォームを13年ぶりに刷新。レンジローバーと共用し、ボディは初のアルミモノコックを採用、大幅な軽量化を実現した。
デザインはフロントエンドをスラントさせるなど、初代から継承されていた角ばったスタイルを一新し、大胆なイメージチェンジを遂げた。ボディサイズは全長4970×全幅2073×全高1888mmと拡大された。テールゲートは前モデルで好評だった上下2分割から、上ヒンジ一体型に変更。インテリアもレンジローバーばりの高級仕立てになり、3列7席シートはフル電動折りたたみ機能が搭載された。
パワートレインは先代からのスーパーチャージャー付きの3.0 L V6ガソリン306PS、および3.0 L V6ディーゼルターボ306DT、そしてエントリークラスには「インジニウム」の2.0 L 直列4気筒ツインターボを導入した。
悪路走行性能における目玉は「ATPC」（オート・テレイン・プログレス・コントロール）の搭載がある。ATPCはいわばオフロードや雪道でのオートクルーズコントロールで、時速2キロ～30キロの間で車速を決定すると、マシン側がトラクションを確保しながら悪路を走り、ドライバーはステアリングの操作に集中ができる。また「テレインレ・スポンス2」を装備したほか、最大渡河深度は900mmとレンジローバー同等となり、同社では新型を「King of the Hill」と表現している。

### 日本での販売
- 2017年4月5日、特別仕様車「ディスカバリー ファーストエディション」の受注を開始[34]。30台限定販売。

- 2017年5月8日、受注開始[35]。前モデルから継続のスーパーチャージャー付きの3.0 L V6ガソリン車に加え、日本未導入だった3.0 L V6ディーゼルターボ搭載車が新たにラインナップされた。ガソリン車の価格はHSEが779万円、HSE LUXURYは881万円。

- 2018年4月2日、2018年モデル発表[36]。12.3インチディスプレイが採用されたほか、ヘッドアップディスプレイがオプションとして設定された。ガソリン車のHSEは819万7000円。

- 2018年11月16日、2019年モデル発表[37]。アダプティブクルーズコントロールなどが標準装備されたほか、ブラインド・スポット・アシスト、360度パーキングエイドなどドライバー支援システムが充実。同時にランドローバー70周年記念特別限定車「GO-OUT EDITION」が発表された。40台限定。

- 2019年10月、2020年モデル発表。ガソリンモデルHSEラグジュアリーで1002万円と1千万円を超える価格に。パークパックや固定式パノラミックルーフなどを装備した特別仕様車「ランドマークエディション」を設定。

| 型式  | 種類                                    | 総排気量 cc | 内径x行程 mm | 圧縮比 | 最高出力 kW (PS)/rpm | 最大トルク Nm/rpm | グレード          | 製造年     |
| ----- | --------------------------------------- | ----------- | ------------ | ------ | -------------------- | ----------------- | ----------------- | ---------- |
| 306DT | 水冷V型6気筒 ターボチャージドディーゼル | 2,992       | 84.0×90.0    | 16.1   | 190（258） /3,750    | 600 /1,750-2,250  | HSE               | 2017年5月- |
| 306DT | 水冷V型6気筒 ターボチャージドディーゼル | 2,992       | 84.0×90.0    | 16.1   | 190（258） /3,750    | 600 /1,750-2,250  | HSEラグジュアリー | 2017年5月- |
| 306PS | 水冷V型6気筒 DOHC スーパーチャージャー  | 2,994       | 84.5×89.0    | 10.5   | 250（340） /6,500    | 450 /3,500-5,000  | HSE               | 2017年5月- |
| 306PS | 水冷V型6気筒 DOHC スーパーチャージャー  | 2,994       | 84.5×89.0    | 10.5   | 250（340） /6,500    | 450 /3,500-5,000  | HSEラグジュアリー | 2017年5月- |